# 81.ª edición de los Premios Óscar
La 81.ª edición de los Óscar premió a las mejores películas de 2008. Organizada por la Academia de Artes y Ciencias Cinematográficas, tuvo lugar en el Teatro Kodak de Los Ángeles (Estados Unidos) el 22 de febrero de 2009. Las nominaciones se hicieron públicas el 22 de enero de 2009 en el Teatro Samuel Goldwyn de Los Ángeles por el presidente de la Academia, Sid Ganis, junto al actor Forest Whitaker. Pudo verse la ceremonia en directo desde la página web oficial.
El conductor de la gala fue el actor australiano Hugh Jackman que fue él primer intérprete no comediante en conducir una gala de los premios desde 1985. La Academia también eligió a los encargados de la próxima entrega de los Óscar: el productor Lawrence Mark y el director y guionista Bill Condon, que desempeñaron las funciones de productor y productor ejecutivo, respectivamente. Este tándem, que creó la adaptación al cine del musical Dreamgirls, sustituye a Gil Cates que este año no podía enrolarse en la gala por sus compromisos en la Universidad.
El nuevo equipo aseguró estar comprometido con la entrada de aire fresco en la entrega de los galardones. "Respetamos la tradición de los Óscar y estamos contentos de preservar esas tradiciones; pero tenemos que prestar atención al formato y modificarlo. El espectáculo tendrá clase y también será divertido", dijo Mark a Variety. Por su parte, Condon señaló que uno de sus objetivos era "devolver la sorpresa al show y quizá una sensación de misterio".

## Presentadores

### Maestro de ceremonias
- Hugh Jackman

### Intérpretes de las canciones nominadas
| Persona      | Canción       |
| ------------ | ------------- |
| A. R. Rahman | O Saya        |
| A. R. Rahman | Jai Ho        |
| John Legend  | Down to Earth |

## Candidaturas y ganadores[2]
Las nominaciones fueron anunciadas el 22 de enero de 2009 en el Teatro Samuel Goldwyn de Los Ángeles por el presidente de la Academia, Sid Ganis, junto al actor Forest Whitaker. A continuación se presentan los candidatos y ganadores.
Slumdog Millionaire se convirtió en la undécima película en ganar el Óscar a la Mejor película sin recibir ninguna nominación en categoría actorales. Sean Penn se convirtió en el noveno intérprete en ganar dos veces la estatuilla como Mejor actor. Heath Ledger se convirtió en el segundo actor en ganar el Óscar de forma póstuma en la categoría de Mejor actor de reparto por su actuación en la película The Dark Knight, la primera persona en recibir esta distinción fue Peter Finch, quien póstumamente ganó el Óscar como Mejor actor por su actuación en Network dos meses después de su muerte en enero de 1977. Por su parte WALL·E consigue convertirse en la segunda película animada con más nominaciones en la historia del Óscar al obtener seis nominaciones, igualando el número de nominaciones que consiguió La bella y la bestia en 1991.

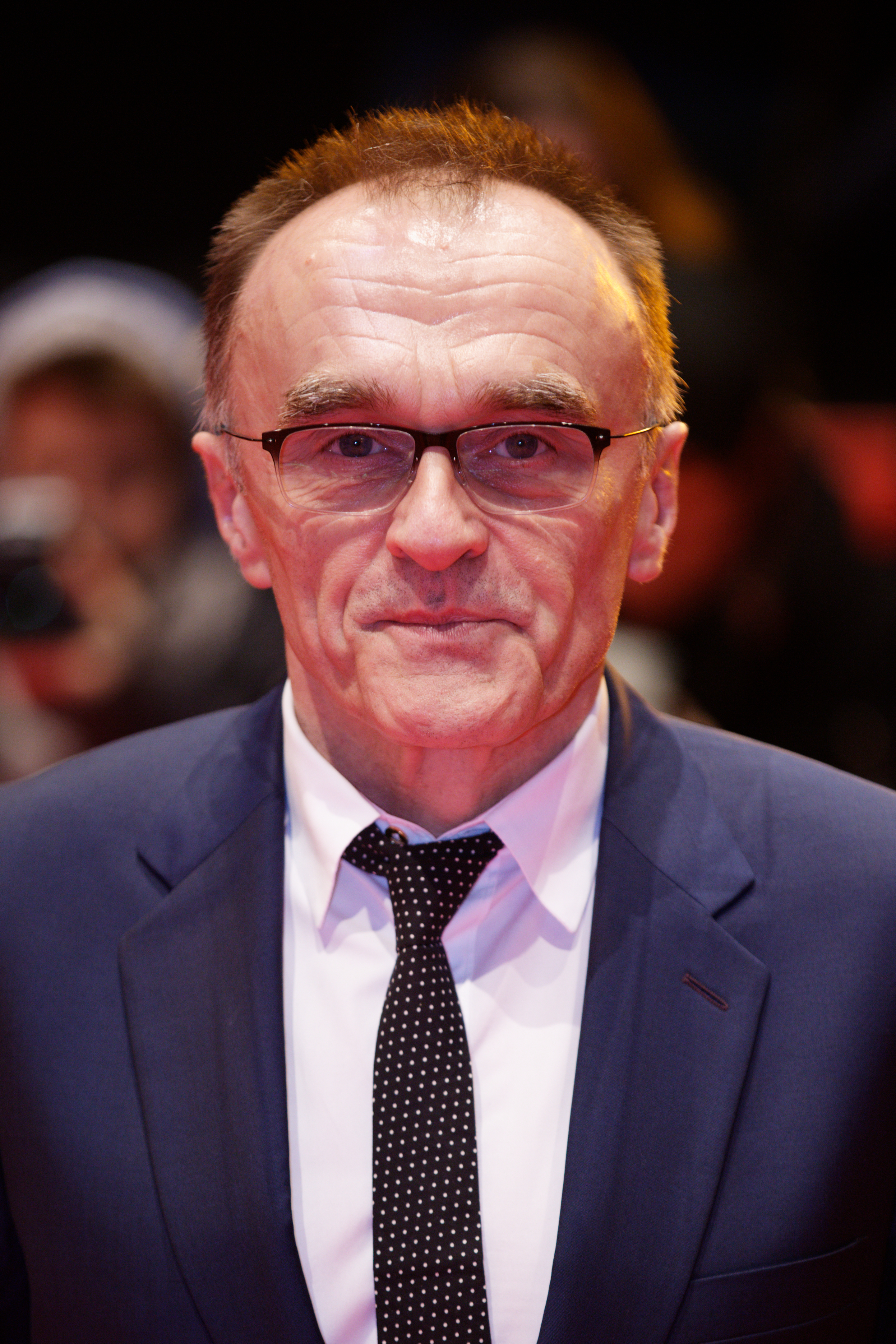
Danny Boyle fue el ganador del Óscar al mejor director por Slumdog Millionaire.

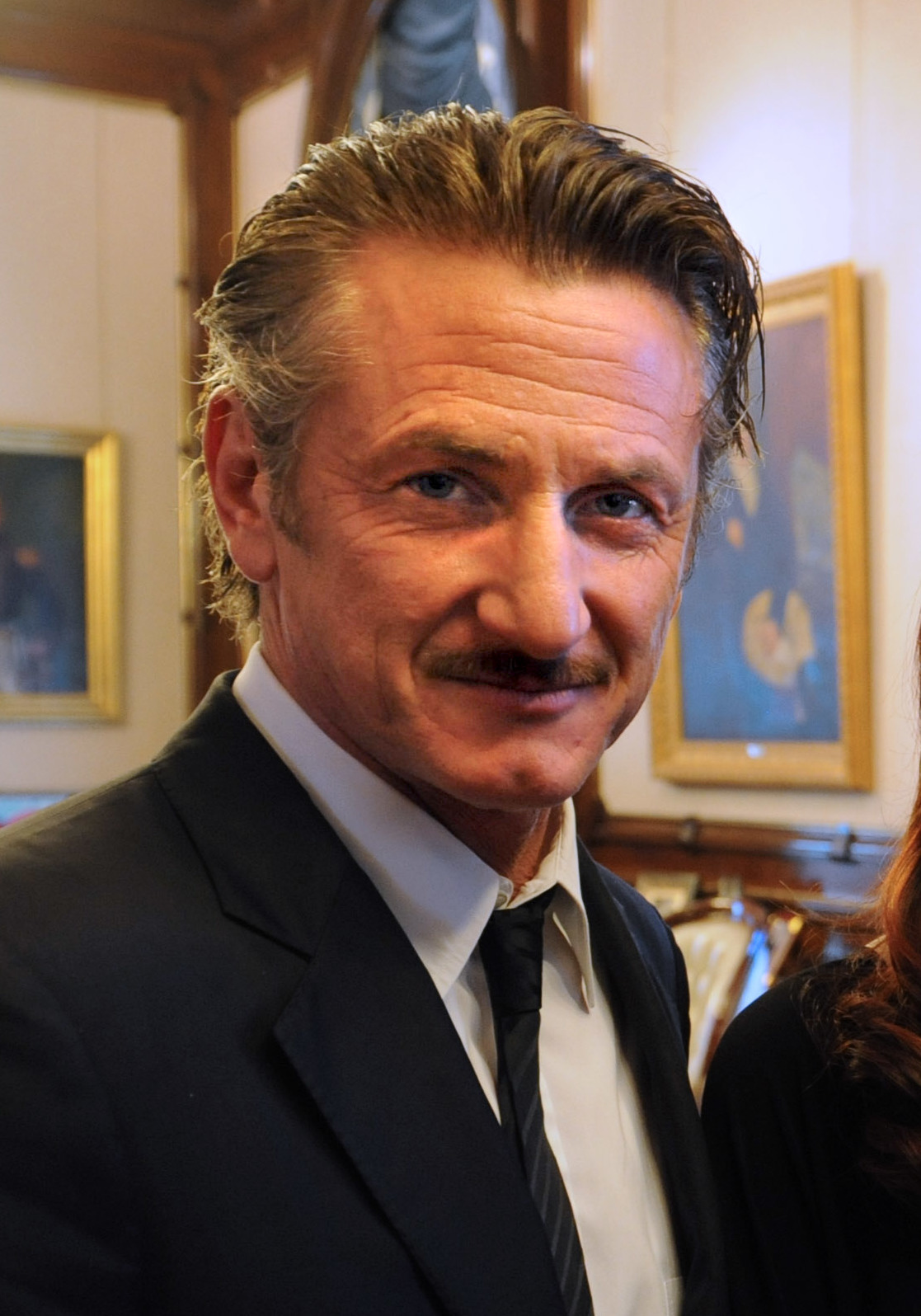
Sean Penn fue el ganador del Óscar al mejor actor por Milk.

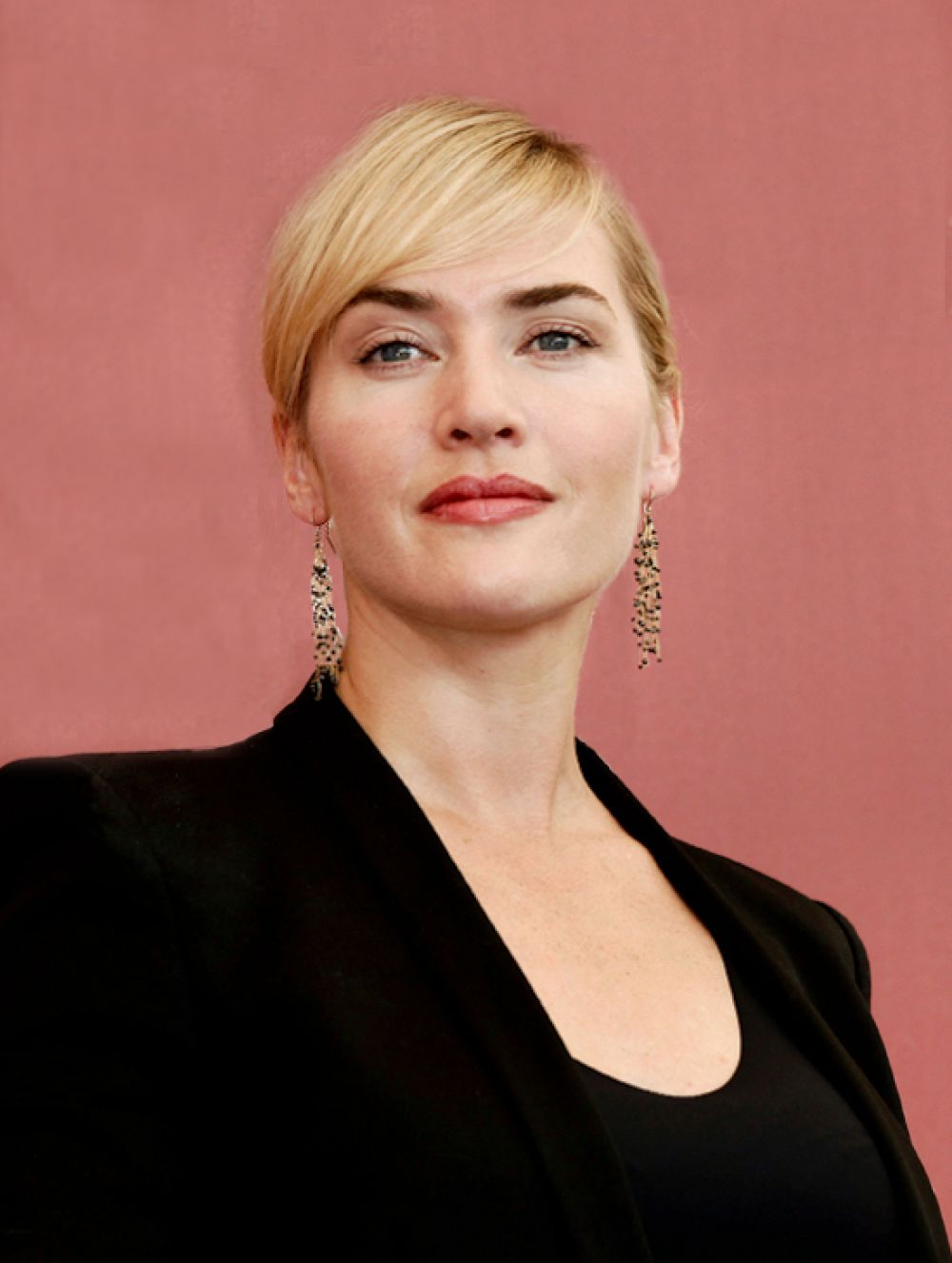
Kate Winslet fue la ganadora del Óscar a mejor actriz por The Reader.

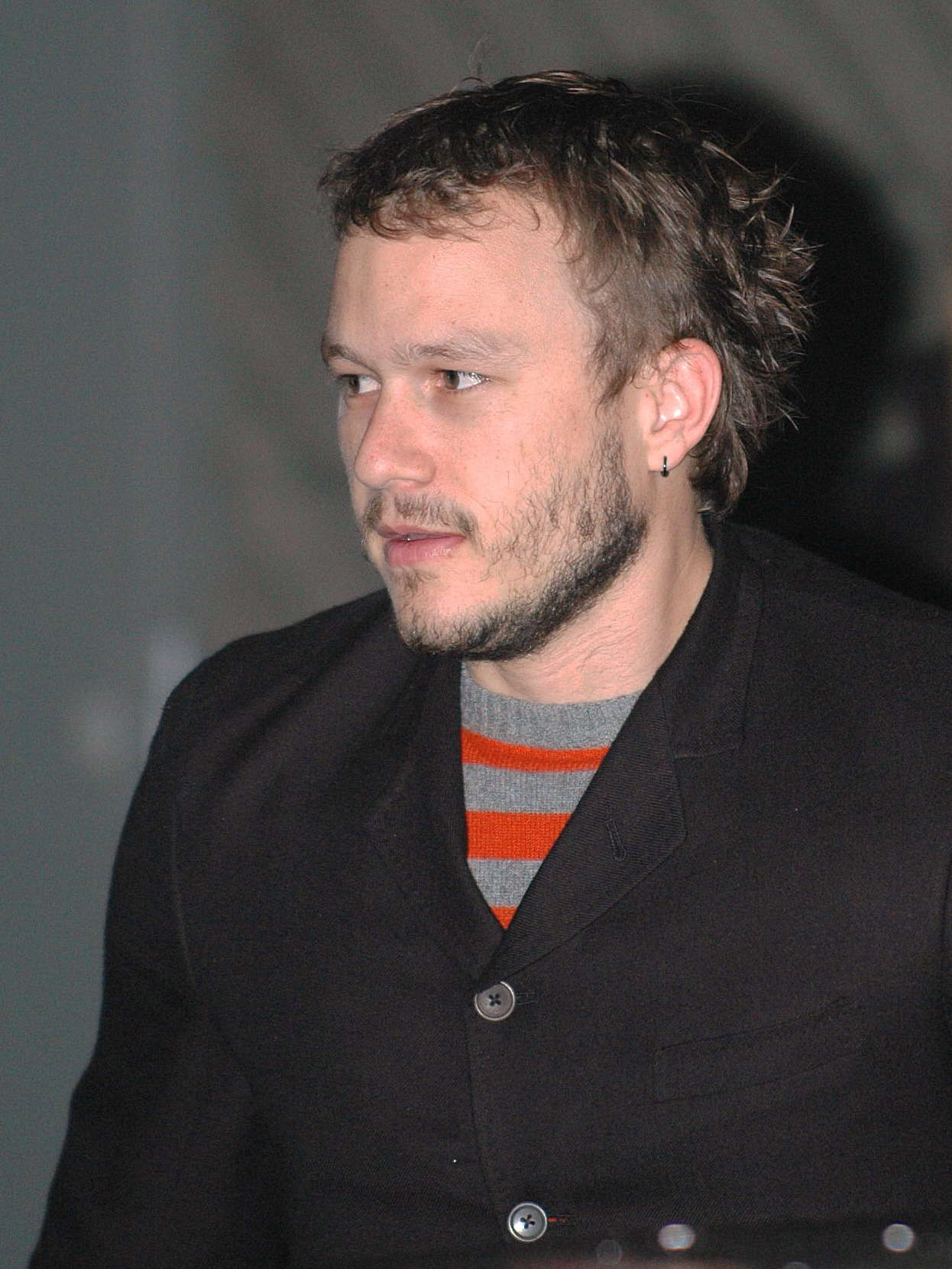
Heath Ledger fue el ganador del Óscar a mejor actor de reparto por The Dark Knight.

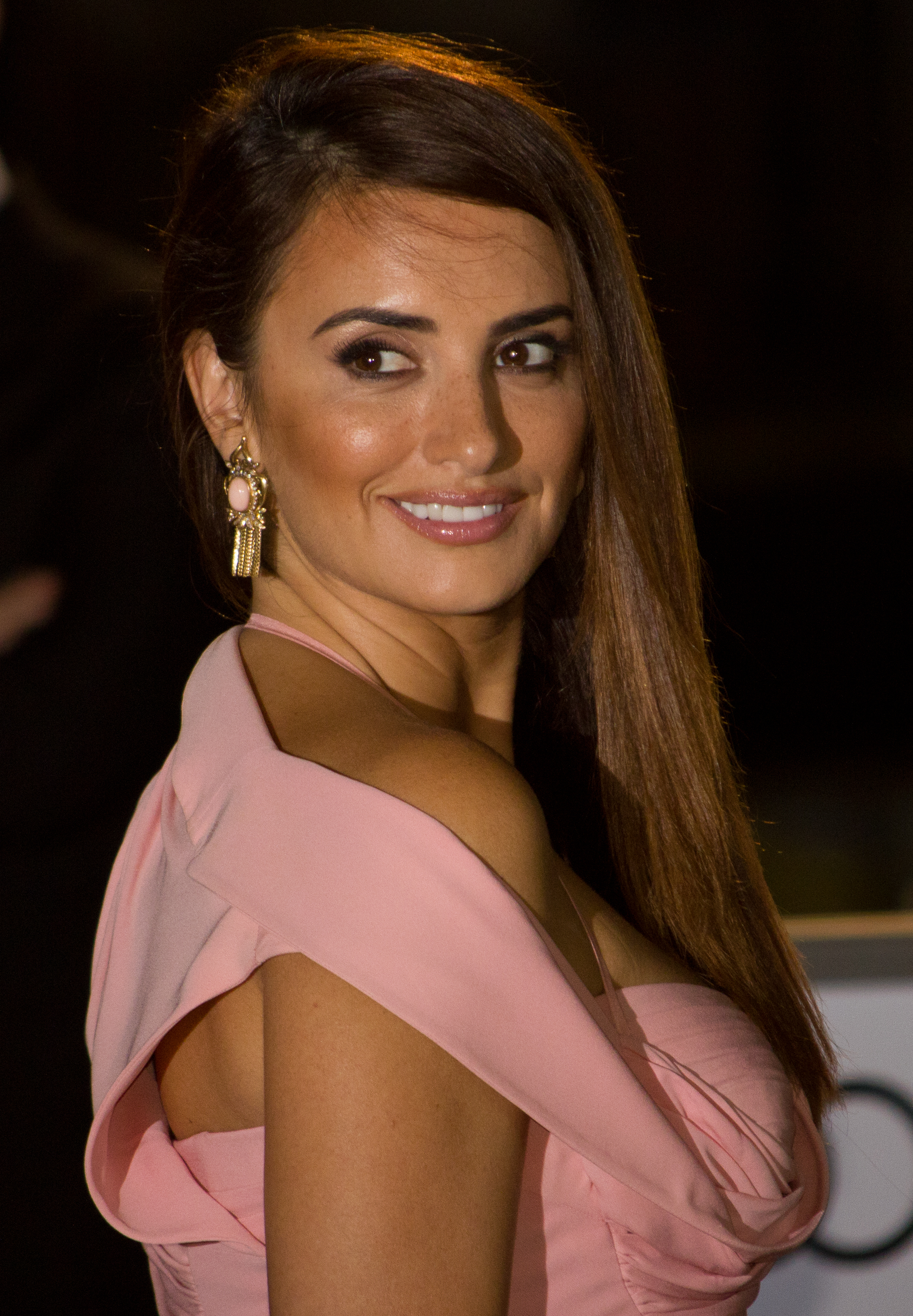
Penélope Cruz fue la ganadora del Óscar a la mejor actriz de reparto por Vicky Cristina Barcelona.

 Indica el ganador dentro de cada categoría.
| Mejor película Presentado por: Steven Spielberg | Mejor director Presentado por: Reese Witherspoon |
| --- | --- |
| Slumdog Millionaire — Christian Colson | Danny Boyle — Slumdog Millionaire |
| - The Curious Case of Benjamin Button (El curioso caso de Benjamin Button) — Kathleen Kennedy, Frank Marshall y Ceán Chaffin - Frost/Nixon (El desafío: Frost contra Nixon) — Ron Howard, Brian Grazer y Eric Fellner - Milk (Mi nombre es Harvey Milk) — Bruce Cohen y Dan Jinks - The Reader — Anthony Minghella, Sydney Pollack, Donna Gigliotti y Redmond Morris                                                      | - Stephen Daldry — The Reader - David Fincher — The Curious Case of Benjamin Button (El curioso caso de Benjamin Button) - Ron Howard — Frost/Nixon (El desafío: Frost contra Nixon) - Gus Van Sant — Milk (Mi nombre es Harvey Milk) |
| Mejor actor Presentado por: Adrien Brody, Michael Douglas, Robert De Niro, Anthony Hopkins y Ben Kingsley | Mejor actriz Presentado por: Shirley MacLaine, Nicole Kidman, Halle Berry, Sophia Loren y Marion Cotillard |
| Sean Penn — Milk (Mi nombre es Harvey Milk) como Harvey Milk | Kate Winslet — The Reader como Hanna Schmitz |
| - Richard Jenkins — The Visitor como Walter Vale - Frank Langella — Frost/Nixon (El desafío: Frost contra Nixon) como Richard Nixon - Brad Pitt — The Curious Case of Benjamin Button (El curioso caso de Benjamin Button) como Benjamin Button - Mickey Rourke — The Wrestler (El luchador) como Randy "The Ram" Robison                                                                                                 | - Anne Hathaway — Rachel Getting Married (La boda de Rachel) como Kym - Angelina Jolie — Changeling (El intercambio) como Christine Collins - Melissa Leo — Frozen River como Ray Eddy - Meryl Streep — La duda (La duda) como Hermana Aloysius Beauvier |
| Mejor actor de reparto Presentado por: Joel Grey, Cuba Gooding Jr., Alan Arkin, Kevin Kline y Christopher Walken | Mejor actriz de reparto Presentado por: Whoopi Goldberg, Anjelica Huston, Eva Marie Saint, Goldie Hawn y Tilda Swinton |
| Heath Ledger — The Dark Knight (El caballero oscuro) como The Joker | Penélope Cruz — Vicky Cristina Barcelona como María Elena |
| - Josh Brolin — Milk (Mi nombre es Harvey Milk) como Dan White - Robert Downey Jr. — Tropic Thunder como Kirk Lazarus - Philip Seymour Hoffman — Doubt (La duda) como Padre Brendan Flynn - Michael Shannon — Revolutionary Road como John Givings, Jr. | - Amy Adams — Doubt (La duda) como Hermana James - Viola Davis — Doubt (La duda) como Sra. Miller - Taraji P. Henson — The Curious Case of Benjamin Button (El curioso caso de Benjamin Button) como Queenie Weathers - Marisa Tomei — The Wrestler (El luchador) como Cassidy/Pam |
| Mejor guion original Presentado por: Steve Martin y Tina Fey | Mejor guion adaptado Presentado por: Steve Martin y Tina Fey |
| Milk (Mi nombre es Harvey Milk) — Dustin Lance Black. | Slumdog Millionaire — Simon Beaufoy basado en ¿Quiere ser millonario? por Vikas Swarup |
| - Frozen River — Courtney Hunt - Happy-Go-Lucky (Happy: Un cuento sobre la felicidad) — Mike Leigh - In Bruges (Escondidos en Brujas) — Martin McDonagh - WALL·E — Andrew Stanton (historia y guion), Jim Reardon (guion) y Pete Docter (historia). | - The Curious Case of Benjamin Button (El curioso caso de Benjamin Button) — Eric Roth basado en El curioso caso de Benjamin Button por F. Scott Fitzgerald - Frost/Nixon (El desafío: Frost contra Nixon) — Peter Morgan basado en Frost/Nixon de Peter Morgan - Doubt (La duda) — John Patrick Shanley basado en La duda por John Patrick Shanley - The Reader — David Hare basado en El lector por Bernhard Schlink |
| Mejor película de animación Presentado por: Jack Black y Jennifer Aniston | Mejor película extranjera (de habla no inglesa) Presentado por: Liam Neeson y Freida Pinto |
| WALL·E — Andrew Stanton. | Okuribito (Despedidas) (Japón) en japonés — Yōjirō Takita. |
| - Bolt — Chris Williams y Byron Howard. - Kung Fu Panda — Mark Osborne y John Wayne Stevenson | - Der Baader Meinhof Komplex (R.A.F. Facción del Ejército Rojo) (Alemania) en alemán — Uli Edel - Entre les murs (La clase) (Francia) en francés — Laurent Cantet - Revanche (Austria) en alemán — Götz Spielmann - Waltz with Bashir (Vals con Bashir) (Israel) en hebreo — Ari Folman |
| Mejor documental largo Presentado por: Bill Maher | Mejor documental corto Presentado por: Bill Maher |
| Man on Wire — James Marsh y Simon Chinn | Smile Pinki — Megan Mylan |
| - Encounters at the End of the World — Werner Herzog y Henry Kaiser - The Betrayal – Nerakhoon — Ellen Kuras y Thavisouk Phrasavath - The Garden — Scott Hamilton Kennedy - Trouble the Water — Carl Deal y Tia Lessin | - The Conscience of Nhem En — Steven Okazaki - The Final Inch — Irene Taylor Brodsky y Tom Grant - The Witness: From the Balcony of Room 306 — Adam Pertovsky |
| Mejor cortometraje Presentado por: James Franco, Seth Rogen y Janusz Kaminski | Mejor cortometraje animado Presentado por: Jack Black y Jennifer Aniston |
| Toyland — Jochen Alexander Freydank | La maison en petits cubes — Kunio Katō |
| - Manon on the Asphalt — Elizabeth Marre y Olivier Pont - New Boy — Steph Green y Tamara Anghie - On the Line — Reto Caffi - The Pig — Tivi Magnusson y Dorte Høgh | - Lavatory - Lovestory — Konstantin Bronzit - Oktapodi — Emud Mokhberi y Thierry Marchand - Presto — Doug Sweetland - This Way Up — Alan Smith y Adam Foulkes |
| Mejor banda sonora Presentado por: Zac Efron y Alicia Keys | Mejor canción original Presentado por: Zac Efron y Alicia Keys |
| Slumdog Millionaire — A. R. Rahman | «Jai Ho» — Slumdog Millionaire; Música por A. R. Rahman y letra por Gulzar. |
| - Defiance (Resistencia) — James Newton Howard - The Curious Case of Benjamin Button (El curioso caso de Benjamin Button) — Alexandre Desplat - Milk (Mi nombre es Harvey Milk) — Danny Elfman - WALL·E — Thomas Newman | - «Down to Earth» — WALL·E; Música por Peter Gabriel y Thomas Newman y letra por Peter Gabriel. - «O... Saya» — Slumdog Millionaire; Música y letra por A. R. Rahman y M.I.A.. |
| Mejor edición de sonido Presentado por: Will Smith | Mejor sonido Presentado por: Will Smith |
| The Dark Knight (El caballero oscuro) — Richard King | Slumdog Millionaire — Ian Tapp, Richard Pryke y Resul Pookutty |
| - Iron Man — Frank Eulner y Christopher Boyes - Slumdog Millionaire — Tom Sayers - WALL·E — Ben Burtt y Matthew Wood - Wanted — Wylie Stateman | - The Curious Case of Benjamin Button (El curioso caso de Benjamin Button) — David Parker, Michael Semanick, Ren Klyce y Mark Weingarten - The Dark Knight (El caballero oscuro) — Lora Hirschberg, Gary Rizzo y Ed Novick - WALL·E — Tom Myers, Michael Semanick y Ben Burtt - Wanted — Chris Jenkins, Frank A. Montaño y Petr Forejt                                                                                 |
| Mejor dirección artística Presentado por: Daniel Craig y Sarah Jessica Parker | Mejor fotografía Presentado por: Ben Stiller y Natalie Portman |
| The Curious Case of Benjamin Button (El curioso caso de Benjamin Button) — Dirección artística: Donald Graham Burt; Diseño de decorados: Victor J. Zolfo | Slumdog Millionaire — Anthony Dod Mantle |
| - Changeling (El intercambio) – Dirección artística: James J. Murakami; Diseño de decorados: Gary Fettis - The Duchess (La duquesa) — Dirección artística: Michael Carlin; Diseño de decorados: Rebecca Alleway - Revolutionary Road — Dirección artística: Kristi Zea; Diseño de decorados: Debra Schutt - The Dark Knight (El caballero oscuro) - Dirección artística: Nathan Crowley; Diseño de decorados: Peter Lando | - Changeling (El intercambio) — Tom Stern - The Curious Case of Benjamin Button (El curioso caso de Benjamin Button) — Claudio Miranda - The Dark Knight (El caballero oscuro) — Wally Pfister - The Reader — Chris Menges y Roger Deakins |
| Mejor maquillaje Presentado por: Daniel Craig y Sarah Jessica Parker | Mejor diseño de vestuario Presentado por: Daniel Craig y Sarah Jessica Parker |
| The Curious Case of Benjamin Button (El curioso caso de Benjamin Button) — Greg Cannom | The Duchess (La duquesa) — Michael O’Connor |
| - Hellboy 2: The Golden Army (Hellboy 2: el ejército dorado) — Mike Elizalde y Thom Floutz - The Dark Knight (El caballero oscuro) — John Caglione, Jr. y Conor O’Sullivan | - Australia — Catherine Martin - The Curious Case of Benjamin Button (El curioso caso de Benjamin Button) — Jacqueline West - Milk (Mi nombre es Harvey Milk) — Danny Glicker - Revolutionary Road — Albert Wolsky |
| Mejor montaje Presentado por: Will Smith | Mejores efectos visuales Presentado por: Will Smith |
| Slumdog Millionaire — Chris Dickens | The Curious Case of Benjamin Button (El curioso caso de Benjamin Button) — Eric Barba, Steve Preeg, Burt Dalton y Craig Barron |
| - The Curious Case of Benjamin Button (El curioso caso de Benjamin Button) — Kirk Baxter y Angus Wall - Frost/Nixon (El desafío: Frost contra Nixon) — Mike Hill y Dan Hanley - Milk (Mi nombre es Harvey Milk) — Elliot Graham - The Dark Knight (El caballero oscuro) — Lee Smith | - Iron Man — John Nelson, Ben Snow, Dan Sudick y Shane Mahan - The Dark Knight (El caballero oscuro) — Nick Davis, Chris Corbould, Tim Webber y Paul Franklin |

### Premio Humanitario Jean Hersholt
- Jerry Lewis, presentado por Eddie Murphy[5]

### Premios científicos y técnicos
- Presentado por Jessica Biel

## In Memoriam
Como cada año, se presentó un tributo a los profesionales del cine que fallecieron en el 2008, este año presentado por Queen Latifah. En orden de su fecha fueron los siguientes: Maila Nourmi, Brad Renfro, Lois Nettleton, Suzanne Pleshette, Robert DoQui, Roy Scheider, Perry López, David Watkin (cinematógrafo), Leonard Roseman (compositor), Anthony Minghella (director), Paul Scofield, Richard Widmark, Abby Mann (guionista), Jules Dassin (director), Charlton Heston, Ollie Johnston (animador), Hazel Court, Joy Page, Julie Ege, John Phillip Law, Joseph Pevney (director), Dick Martin, Sydney Pollack, Harvey Korman, Mel Ferrer, Roberta Collins, Robert J. Anderson, Stan Winston (efectos especiales), Cyd Charisse, Arthur C. Clarke, Jean Delannoy (director), George Carlin, Evelyn Keyes, Charles H. Joffe, Brendo Mello, Marpessa Dawn, Estelle Getty, Bernie Mac, Isaac Hayes, George Furth, Jerry Reed, Don LaFontaine, Ben Chapman, Bill Meléndez, Anita Page, Paul Newman, Ken Ogata, Robert Arthur, Kon Ichikawa, Guillaume Depardieu, Edie Adams, Forest J. Ackerman, Delmar Watson, Dino Risi (director), Michael Crichton (director), John Michael Hayes (escritor), Paul Benedict, Nina Foch, Robert Prosky, Estelle Reiner, Van Johnson, Robert Mulligan (director) y Eartha Kitt.

## Premios y nominaciones múltiples
| Película                                                                 | Candidaturas | Premios |
| ------------------------------------------------------------------------ | ------------ | ------- |
| Slumdog Millionaire                                                      | 10           | 8       |
| The Curious Case of Benjamin Button (El curioso caso de Benjamin Button) | 13           | 3       |
| The Dark Knight (El caballero oscuro)                                    | 8            | 2       |
| Milk (Mi nombre es Harvey Milk)                                          | 8            | 2       |
| WALL·E                                                                   | 6            | 1       |
| The Reader                                                               | 5            | 1       |
| The Duchess (La duquesa)                                                 | 2            | 1       |
| Vicky Cristina Barcelona                                                 | 1            | 1       |
| Okuribito (Despedidas)                                                   | 1            | 1       |
| Frost/Nixon (El desafío: Frost contra Nixon)                             | 5            | 0       |
| Doubt (La duda)                                                          | 5            | 0       |
| Changeling (El intercambio)                                              | 3            | 0       |
| Revolutionary Road                                                       | 3            | 0       |
| Iron Man                                                                 | 2            | 0       |
| The Wrestler (El luchador)                                               | 2            | 0       |
| Wanted                                                                   | 2            | 0       |